# Harpālpur
Harpālpur är en ort i Indien.   Den ligger i distriktet Chhatarpur och delstaten Madhya Pradesh, i den centrala delen av landet, 400 km sydost om huvudstaden New Delhi. Harpālpur ligger 214 meter över havet och antalet invånare är 17 731.
Terrängen runt Harpālpur är platt. Runt Harpālpur är det tätbefolkat, med 257 invånare per kvadratkilometer. Det finns inga andra samhällen i närheten. Trakten runt Harpālpur består till största delen av jordbruksmark.